# Gens Asinia
La gens Asinia era una familia plebeya de la Antigua Roma, que aumentó su importancia durante el primer siglo a. C. La primera persona de este nombre que aparece en la historia es Herius Asinius, en la guerra Social de 90 a. C.

## Origen
Los Asinii provienen de Teate, la ciudad principal de los Marrucinos, y su nombre deriva de asina, que era un cognomen de los Escipiones, como asellus lo era de los Annii y Claudii. El Herius, mencionado por Silio Itálico en el tiempo de la segunda guerra púnica, aproximadamente 218 a. C., fue un antepasado de los Asinii.

## Praenomina
El primero de los Asinii llevaba el praenomen osco Herius, que era aparentemente de larga implantación entre sus antepasados. Sin embargo, en Roma la familia utilizó los praenomina latinos comunes, Gaius, Gnaeus, Lucius, Marcus, y Servius.

## Ramas y cognomina
Los principales cognomina de los Asinii son Agrippa, Celer, Dento, Gallus, Pollio, y Saloninus.  De estos, Pollio es el primero, y dio lugar a muchos otros. Gayo Asinio Polión, cónsul en 40 a. C. fue el padre de Gayo Asinio Galo, cuyos hijos llevaron los cognomina Pollio, Agrippa, Saloninus, Celer, y Gallus. Los Asinii Marcelli fueron descendientes de Marco Asinio Agripa.
Otra familia de los Asinii, quizás relacionada con los Pollio, llevó los apellidos Rufus, Bassus, Frugi, Nicomachus, y Quadratus.  No está aclarado si el Asinius Dento, un centurión a las órdenes de Marco Calpurnio Bíbulo, o el Gaius Asinius Lepidus Praetextatus quien era cónsul en el año 242, pertenecieron a cualquiera de estas familias.